# Iatrochimie
Iatrochimie (cuvânt derivat din grecescul ιατρός, iatrós , „doctor” și χημεία, chemeia , „chimie” care poate fi tradus ca medico-turnător) sau chimie desemnează școala de gândire a lui Paracelsus , un medic celebru al secolului  al xvi- lea . Doctrină întipărită de ermetism opus galenismului încă de la începuturi , ea profesează o patologie bazată pe dezacordul dintre corpul uman (microcosmos) și mediul său (macrocosmos). Este la originea farmacopeei chimice și una dintre sursele farmacopeei moderne.

## O reacție la patologia galenistă.
Pe vremea în care, odată cu Paracelsus, și-a făcut apariția iatrochimia, medicina galenistă a triumfat în Europa  . Această doctrină se bazează pe Teoria umorului a lui Hipocrate , conform căreia fiziologia umană se explică prin proprietățile fizice ale celor patru elemente ( aer , pământ , apă , foc ) care inspiră o statică a celor patru „umori” ale corpului uman. fluide corporale): bilă , sânge , flegmă(sau limfa) si „bila neagra” (atrabila sau melancolie). Proporțiile variate ale acestor patru umori din corpul unui individ indică unul dintre cele patru temperamente: coleric, sanguin, flegmatic sau limfatic și atrabilar sau melancolic. Pentru Hipocrate și Galen, boala rezultă din dezechilibrul dintre toate aceste elemente: astfel, într-un organism sănătos, bila, umorul uscat și fierbinte, combate excesul de flegmă, lichidul umed și rece etc. Cu alte cuvinte, boala provine dintr-un dezechilibru intern din corpul pacientului. Pentru combaterea acestui dezechilibru, medicul poate interveni în diferite moduri: fie sfătuind pacientul să se încălzească (pentru a combate excesul de umori „reci”), fie prin consumul regulat (pentru combaterea excesului de umori „reci”). ), sau prin extragerea mai mult sau mai puțin brutală a umorilor în exces prin sângerare, vărsături, purgative etc.